# Къщата с ягодите
Къщата с ягодите се намира на улица „Сан Стефано“ № 6 в София, паметник на културата от местно значение.

## Описание
Къщата е разположена ĸато свободно стояща в парцел c ориентация изтоĸ – запад по надлъжната си oc, върху дворна тераса. Тя е повдигната на oĸоло 60 cm над нивото на тротоара. Отдалечена е от улица „Cан Cтефано“ в западната част на имота, а зад нея е разположена малĸa обслужваща постройĸa. Дворното пространство е развито отĸъм улицата, отделено посредством ограда, архитеĸтурно-художествено обвързана c цялата ĸомпозиция.
Източната, южната и северната фасади се отличават с богати и балансирани архитектурно-художествени композиции. До централния вход на къщата се достига по три масивни каменни стъпала. Окръглената веранда е с изящни орнаментирани колони, а многоъгълната странична фасада е със закрит балкон, който завършва с кула. Освен с трите характерни тераси, къщата разполага и с три входа, един от които със специална широка порта за карети. Във вътрешното пространство на дома са разположени пет спални, салони за приеми, подиум за музиканти, просторен кабинет, стаи за прислугата и подземна изба. Интериорът включва врати с кристални стъкла, дървена ламперия, камина от червен мрамор и изящни барелефи.

## История
Къщата е построена между 1927 и 1930 г. в стил сецесион за семейството на банкера Димитър Иванов и съпругата му Надежда Станкович. Архитект е Георги Кунев. След Деветосептемврийския преврат къщата е национализирана и отстъпена от новата власт първоначално за нуждите на румънското посолство, а впоследствие е превърната в средище на съветски активисти. Според едни източници, преди 1989 г. сградата е служела за търговско представителство на СССР, а след това и като седалище на „Агенция печата и новостей“ (АПН), докато други твърдят, че в нея са се помещавали различни канцеларии на съветски представителства под общото наименование „Обединен профкомитет на гражданите на СССР, работещи в НР България“.
В началото на 90-те години на XX век къщата е реституирана на наследник на Димитър Иванов, който след това я продава.
В къщата е сниман филмът „Опашката на дявола“ от 2001 г., чието действие се развива изцяло вътре или около старинната къща.
След редица прехвърляния, през 2004 г. имотът е закупен за над 2 000 000 лв. и става собственост на фирма „Агрохолд“ на Васил Златев, бивш дългогодишен кмет на Правец в периода 1968 – 1990 г. и баща на директора на „Лукойл България“ Валентин Златев. Оттогава къщата продължава да бъде необитаема и да се руши. „Агрохолд“ ООД прехвърля къщата на реалния собственик през 2012 г., но отново не се полагат никакви грижи за имота.
В края на ноември 2024 в медиите е огласено, че къщата има нов собственик, основател на ИТ компания. Заявеното намерение е тя да бъде реставрирана и по-нататък използвана за представителни цели, в т.ч. и като седалище на благотворителна организация.

## Опазване и поддържане
През 1978 г. сградата е обявена за архитектурно-строителен паметник на културата с местно значение. Тя е със статут и на елемент на „групова недвижима ĸултурна ценност“, тъй като попада в обхвата на територия c ĸултурно-историчесĸo наследство със статут на групов паметниĸ на ĸултурата „Жилищна зона „Доĸторсĸи паметниĸ“, както и в границите на Защитена зона ІІ на Историĸo-археологичесĸи резерват „Централно историчесĸo ядро на Cофия“, обхващащ териториите на Cердиĸa-Cредец.
През 2002 г. тогавашният собственик на Къщата с ягодите осъществява ремонт на покрива, съгласуван от НИНКН.
След закупуването на имота през 2004 г. от Васил Златев и впоследствие през 2012 г. от Валентин Златев не са предприемани никакви действия по поддръжка на сградата.

През 2015 г. собственикът Валентин Златев внася в Направление „Архитектура и градоустройство“ на Столична община (НАГ-СО) инвестиционен проект, изготвен от архитектурно студио „Вамос“ с водещ проектант арх. Георги Савов. В своята архитектурна и конструктивна част, проектът предвижда пълното разрушаване на сградата и строеж на изцяло нова сграда на нейно място, като е придружен с конструктивно становище на наети от собственика консултанти от УАСГ, че сградата е опасна и следва да се събори. По сведения на водещия проектант: 
От думите му се разбра, че къщата ще бъде нова, приличаща на сегашната, а от старата ще бъдат запазени изброените пет неща.
Това поражда силен обществен отпор, организирана е подписка, внесена от общински съветници в Столична община на 3 ноември 2015 г. В отговор, собственикът Валентин Златев публично цитира части от конструктивното становище, обосноваващи конструктивната и сеизмична ненадеждност на сградата, като мотив за нейното премахване и замяна с нова сграда. Въпреки това, експертите в НИНКН Иван Ванев и Стефан Белишки гласуват против предложеното преизграждане и представят особено мнение срещу мнозинството в Специализирания експертен съвет за опазване на недвижимите културни ценности (СЕСОНКЦ) към НИНКН. Поради обществения натиск мнозинството в СЕСОНКЦ се променя, а НИНКН не съгласува проекта. При липса на съгласуване Столична община не издава строително разрешение.
През март 2016 г. Столична община предлага на собственика да организира ново конструктивно обследване, като предоставя указания за извършването му. След изготвянето на второто конструктивно становище, през 2016 г. НИНКН съгласува инвестиционен проект „Основен ремонт и реконструкция на двуетажна жилищна сграда с ограда към уличната регулационна линия и ново допълващо застрояване (гараж и обслужваща сграда)“, който отново включва демонтаж на сградата и преизграждане. Проектът не е одобрен от НАГ-СО.
Към 2016 г. интериорът на къщата е все още напълно запазен, по сведения на проф. Тодор Кръстев. Фотографирана е подробно от фотографа Здравко Йончев, който заснема интериора и покривната конструкция на сградата в състоянието им към 2015 г.
През 2018 г. арх. Петкана Бакалова, тогава зам.-председател на КАБ, организира оглед на къщата от страна на френски архитекти, специалисти по реставрации. Според тяхното становище сградата може да бъде запазена.